# Idolo di Pomos

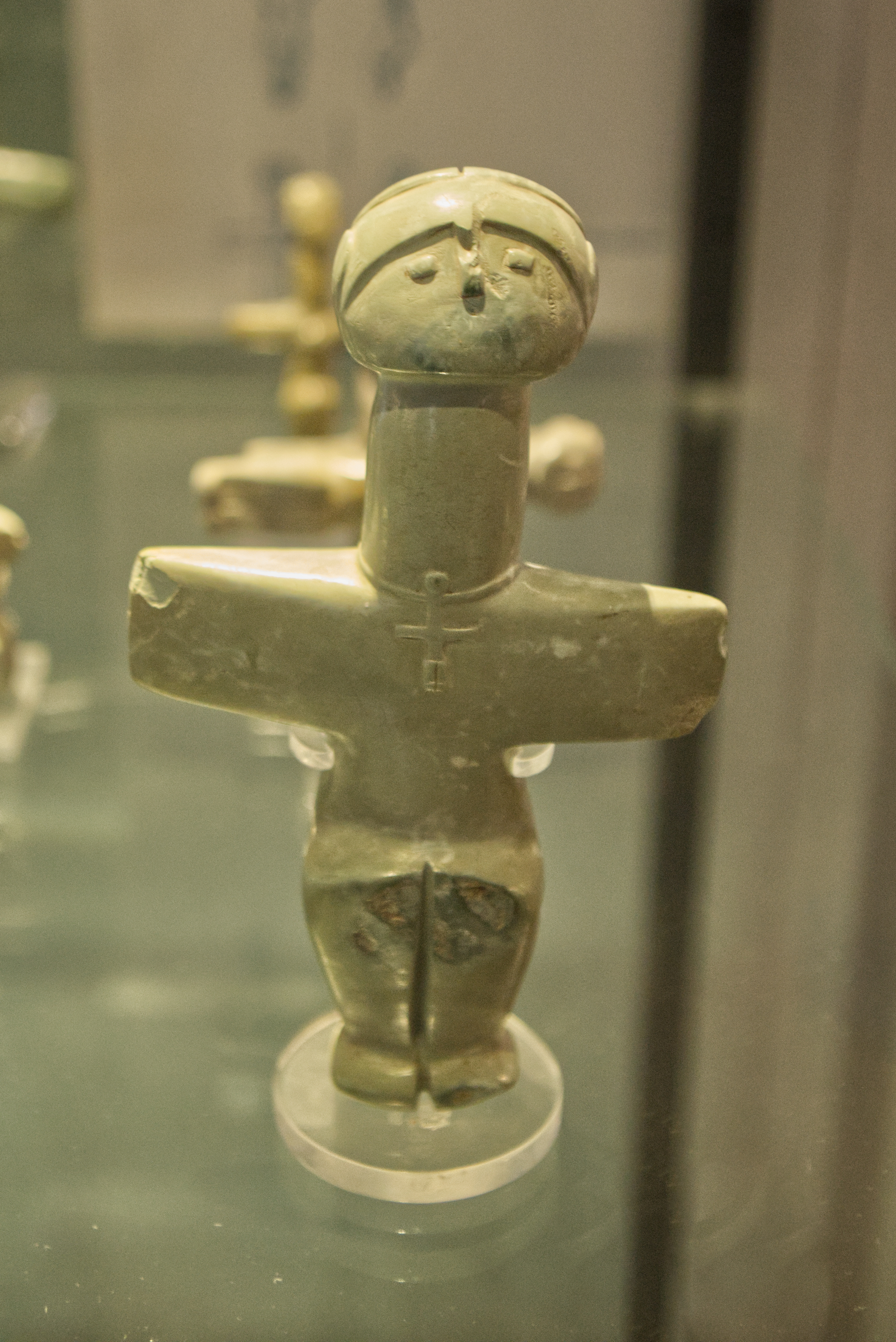
Idolo di Pomos

L'idolo di Pomos (Ειδώλιο του Πωμού), è una scultura cruciforme preistorica del periodo Calcolitico (XXX secolo a.C. circa) che è stata trovata vicino al villaggio cipriota di Pomos. 
Oggi è esposta al Museo nazionale cipriota di Nicosia.
La scultura rappresenta una donna con le braccia aperte. Probabilmente era un simbolo di fertilità. Un grande numero di figure simili sono state ritrovate in Cipro. Quelle di dimensioni più piccole erano indossate attorno al collo come amuleti.
Come esempio dell'arte preistorica di Cipro, è stato scelto per le monete cipriote da 1 e 2 Euro.